# Los Canarios (Fuencaliente)
Los Canarios es la capital del municipio de Fuencaliente, en la isla de La Palma (Canarias, España). 
Se sitúa a 700 m s. n. m., en una hoya rodeada de conos volcánicos cubiertos de pinares. El núcleo poblacional se encuentra más concentrado a ambas orillas de la carretera general, y por fuera de esta se halla más diseminado. El hecho de que esté alejado de otros núcleos de población, el que sea el pueblo más meridional de la isla, y que esté casi metido dentro de densos pinares, le da un aspecto de aislamiento.
En cierta época tuvo importancia en sus alrededores el cultivo de cereales, frutales y viña. En la actualidad sigue teniendo importancia la viña, más los pequeños huertos de autoabastecimiento. 

## Demografía
| 2000 | 2001 | 2002 | 2003 | 2004 | 2005 | 2006 | 2007 | 2008 | 2009 | 2010 | 2011 | 2012 |
| ---- | ---- | ---- | ---- | ---- | ---- | ---- | ---- | ---- | ---- | ---- | ---- | ---- |
| 731  | 724  | 729  | 745  | 745  | 755  | 765  | 782  | 772  | 777  | 756  | 754  | 718  |